# Mauro Checcoli
Mauro Checcoli (Bolonia, 1 de marzo de 1943) es un jinete italiano que compitió en la modalidad de concurso completo. Participó en tres Juegos Olímpicos de Verano, obteniendo dos medallas de oro en Tokio 1964, en las pruebas individual y por equipos.

## Palmarés internacional
| Juegos Olímpicos | Juegos Olímpicos | Juegos Olímpicos | Juegos Olímpicos |
| Año              | Lugar            | Medalla          | Categoría        |
| ---------------- | ---------------- | ---------------- | ---------------- |
| 1964             | Tokio (Japón)    | Medalla de oro   | Individual       |
| 1964             | Tokio (Japón)    | Medalla de oro   | Por equipos      |